# Taenaris crus
Taenaris crus är en fjärilsart som beskrevs av Brooks 1944. Taenaris crus ingår i släktet Taenaris och familjen praktfjärilar. Inga underarter finns listade i Catalogue of Life.